# Диоды серии 1N4001 и 1N5400

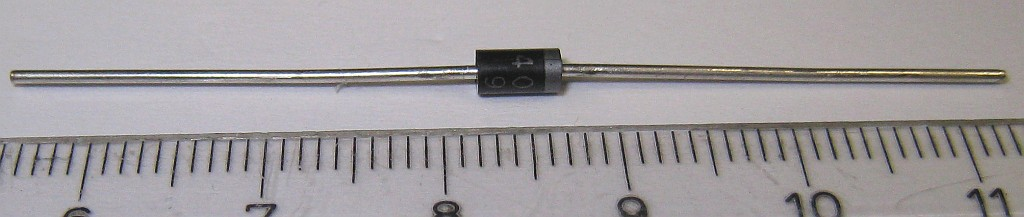
Выпрямительный кремниевый диод 1N4001.

Серия 1N4001 (или 1N4000) — семейство популярных кремниевых выпрямительных диодов общего назначения на ток 1 ампер в пластиковом корпусе, обычно применяющихся в блоках питания для бытовых приборов. Диапазон выпрямленного напряжения лежит в пределах от 50 до 1000 вольт.
Серия выпрямительных кремниевых диодов 1N5400 также популярна и применяется в источниках питания более мощных бытовых приборов (до 3,0 А).
Данные серии диодов довольно старые и появились еще в 1960-х годах, однако находят широчайшее применение и в XXI веке.

## Электрические параметры
Приведенная ниже таблица демонстрирует предельные эксплуатационные данные диодов серии 1N4001 и 1N5400:
| Импульсное обратное напряжение | Сила постоянного тока 1 A | Сила постоянного тока 3 A |
| ------------------------------ | ------------------------- | ------------------------- |
| 50 V                           | 1N4001                    | 1N5400                    |
| 100 V                          | 1N4002                    | 1N5401                    |
| 200 V                          | 1N4003                    | 1N5402                    |
| 300 V                          | —                         | 1N5403                    |
| 400 V                          | 1N4004                    | 1N5404                    |
| 500 V                          | —                         | 1N5405                    |
| 600 V                          | 1N4005                    | 1N5406                    |
| 800 V                          | 1N4006                    | 1N5407                    |
| 1000 V                         | 1N4007                    | 1N5408                    |

Кремниевый чип, производимый Suzhou для Fairchild Semiconductor, весит всего 93 микрограмма.

## Интересный факт
В процессе эксплуатации выяснилось, что многие из диодов этой серии демонстрируют изменение ёмкости в зависимости от величины приложенного к ним обратного напряжения и, таким образом, могут быть использованы в качестве временных заменителей варикапов.